# Кремень, Василий Григорьевич
Васи́лий Григо́рьевич Кре́мень (укр. Василь Григорович Кремень; род. 25 июня 1947) — украинский учёный, государственный, политический и общественный деятель, президент НАПН Украины (с 1997), академик НАН Украины (с 2000), академик НАПН Украины (с 1995). Иностранный член РАО (с 2001). С мая 1998 по февраль 2002 — народный депутат Украины 3-го созыва, возглавлял подкомитет по профессиональному образованию Комитета по вопросам науки и образования. В 1999—2005 годах занимал должность министра образования и науки Украины (в правительствах В. Ющенко, В. Януковича и А. Кинаха). Президент Общества «Знание» Украины (с 1998), президент Спортивного студенческого союза Украины (с 1998), заместитель председателя Комитета по государственным премиям в области науки и техники (с 2002), заместитель председателя Комитета по государственным премиям в образования (с 2011).

## Биография
Родился 25 июня 1947 года в селе Любитово Кролевецкого района Сумской области. Отец Григорий Мусиевич (1921—1990) и мать Варвара Ивановна (1928) — крестьяне. В 1965 году с золотой медалью окончил среднюю школу, после чего год работал слесарем в автопарке в городе Конотоп. В 1966—1971 годах учился в Киевском государственном университете имени Шевченко на философском факультете, где в 1971—1979 годах прошёл путь от аспиранта до заместителя декана факультета.
В 1976 году защитил кандидатскую, а в 1991-м — докторскую диссертации. С 1979 по 1986 год работал в ЦК Компартии Украины, а в 1986—1991 годах — в ЦК КПСС, где занимался вопросами развития образования и науки. В 1991—1992 годах был заместителем директора Института социально-политических исследований РАН, в 1992—1994 годах занимал должность заместителя директора по научной работе и заведующего отделом методологии социально-политического развития Национального института стратегических исследований Украины.
В 90-х годах работал в Администрации Президента Украины: руководил службой по вопросам гуманитарной политики и был заместителем Главы Администрации Президента Украины — руководителем управления внутренней политики. В 1997 году стал президентом Академии педагогических наук Украины. В 1998 году В. Г. Кремень избран депутатом Верховной рады Украины, там он возглавлял подкомитет по профессиональному образованию Комитета по вопросам науки и образования. В 1999—2005 годах занимал пост министра образования и науки Украины.
В. Г. Кремень — автор более 800 научных работ по проблемам философии, социально-политического развития общества и педагогики. Главный редактор научно-теоретического и информационного журнала НАПН Украины «Педагогика и психология», председатель редакционной коллегии научно-практического журнала «Директор школы, лицея, гимназии», член редколлегий теоретического и научно-методического журнала «Высшее образование Украины», научно-практического журнала «Гуманитарные науки», социально-гуманитарного научного журнала «Человек и Политика», научно-педагогического журнала «Родная школа», научного журнала «Философия образования».
За выдающиеся достижения награждён орденом «За заслуги» I, II и III степеней, Орденом князя Ярослава Мудрого V степени (27 июня 2012 года), Почётной грамотой Верховной рады Украины, Почётной грамотой Кабинета Министров Украины, орденом Нестора-летописца. Он удостоен Государственной премии Украины в области науки и техники, Международной премии им. Г. С. Сковороды, премии НАН Украины им. Н. И. Костомарова.

## Деятельность на посту министра
Практические шаги в образовательно-научной сфере Украины, осуществленные под руководством В. Г. Кременя в 2000—2005 годах, были концептуально целостными и логически продолжали теоретические научные исследования. В 2001 году состоялся II Всеукраинский съезд работников образования, на котором была одобрена Национальная доктрина развития образования, определившая стратегические направления развития образования на Украине. Именно по инициативе В. Г. Кремень и за его непосредственного управления в стране идет активный процесс перехода от авторитарной педагогики к педагогике толерантности, образовательная система Украины приближается к образовательных систем развитых европейских стран, воплощается в жизнь инновационная государственная политика в области образования и науки. Общеобразовательная школа переходит к новому содержанию и двенадцатилетнего обучения. Введено изучения иностранного языка со второго класса. Украинский язык как государственный изучается всеми учащимися. Количество учащихся, изучающих украинский, выросла с 62 % в 1999 году до почти 75 % в 2005 году. Учебные достижения оцениваются положительной двенадцатибалльной шкалой. Обосновывается переход старшей школы к профильности. Преимущественно осуществлено компьютеризацию общеобразовательных учреждений. В 2003 году принята Правительством и начато выполнение программы «Школьный автобус». Принята программа по изготовлению и поставке в учебные заведения оборудования нового поколения для изучения естественно-математических и технологических дисциплин. Начат эксперимент по внедрению внешнего независимого оценивания школьников. Системные изменения происходят и в высшем образовании Украины. Высшая школа была подготовлена к вхождению в Болонский процесс, присоединение к которому формально произошло в мае 2005 года. На протяжении нескольких лет было подготовлено получения займа Всемирного банка для развития образования Украины, которое началось с 2006 года. Существенно увеличилось количество студентов высших учебных заведений. Перемены коснулись и экономической сферы области. Возросло финансирование науки и образования. Утверждаются новые формы её организации, в том числе технопарки. Полностью ликвидирована задолженность по заработной плате учителям и учёным. Значительно улучшены условия работы преподавателей, стипендия студентов только в 2004 году выросла более чем в два раза. Впервые в современной истории средняя заработная плата в образовании превысила соответствующий показатель в сферах здравоохранения, культуры и др. Именно при руководстве отраслью министра В. Кремень произошёл перелом в сознании общества относительно судьбоносной функции образования и науки.

## Научные работы
Основные монографии:
«Коллективность и индивидуальность: судьба одной из ключевых социалистических идей» (1990)
«Україна: альтернативи поступу (критика історичного досвіду)» (1996)
«Україна: шлях до себе. Проблеми суспільної трансформації» (1999)
"Освіта і наука України: шляхи модернізації (факти, роздуми, перспективи) (2003)
«Україна: проблеми самоорганізації» (2003)
«Освіта і наука в Україні: інноваційні аспекти. Стратегія. Реалізація. Результати» (2005)
«Філософія національної ідеї: Людина. Освіта. Соціум» (2007)
«Феномен інновацій: освіта, суспільство, культура» (2008)
«Філософія людиноцентризму в стратегіях освітнього простору» (2009)
«Еліта: витоки, сутність, перспектива» (2011)
«Синергетика в освіті: аспект людиноцентризму» (2012)
«Україна у добу глобалізації (начерки метадисциплінарного дослідження)» (2013)
Учебники:
для высшей школы:
«Політологія: наука про політику» (2002)
«Філософія: Мислителі. Ідеї. Концепції» (2005)
«Філософія: Логос. Софія. Розум» (2006)
«Філософія управління» (2007)
«Філософія: Історія, суспільство, освіта» (2011)
«Философия общения» (2011) и другие,
для общеобразовательной школы: «Філософія» (2012).